# Aldona Kopkiewicz
Aldona Kopkiewicz (ur. 1984 w Szczecinie) – polska poetka, laureatka Nagrody Fundacji im. Kościelskich.

## Życiorys
Uczęszczała na studia doktoranckie na Wydziale Polonistyki Uniwersytetu Jagiellońskiego, tytuł jej pracy doktorskiej to Wywoływanie ciała. Zmysły i afekty wobec dyskursów filozoficznych i literackich XX wieku, jej promotorem jest prof. Anna Łebkowska. Otrzymała grant Narodowego Centrum Nauki. 

## Nagrody
Przyznane wyróżnienia:
- Wrocławska Nagroda Poetycka „Silesius” za poemat sierpień w kategorii debiut roku (2016)[3][1]
- Nagroda Fundacji im. Kościelskich za tom poezji Szczodra[4]

Otrzymała ponadto dwie nominacje do Wrocławskiej Nagrody Poetyckiej „Silesius” w kategorii książka roku: w 2019 za tom Szczodra a w 2021 za tom Na próbę. 

## Twórczość
Wydała cztery książki poetyckie:
- sierpień (Wydawnictwo Lokator, Kraków 2015)[1]
- Szczodra (WBPiCAK, Poznań 2018)
- Na próbę (WBPiCAK, Poznań 2020)
- Przy sobie (Wydawnictwo Warstwy, Wrocław 2022)[7]

W 2024 roku wydała zbiór prozatorski Panna Denna i inne zmyślenia (Lokator, Kraków 2024).
Publikowała artykuły naukowe oraz krytycznoliterackie, które dotyczyły poezji nowoczesnej m.in. w „Dwutygodniku”, „Ruchu Literackim”, „Przestrzeniach Teorii”. Pisała ponadto eseje oraz bajki o charakterze filozoficzno-fantastycznym, które ukazywały się w „Dwutygodniku”, „Ha!arcie”, „Ricie Baum” czy „Twórczości”.